# Bruxelles-Ingooigem 1999
La Bruxelles-Ingooigem 1999, cinquantaduesima edizione della corsa, si svolse il 16 giugno su un percorso di 168 km, con partenza da Bruxelles e arrivo a Ingooigem. Fu vinta dal belga Wim Omloop della squadra Spar-RDM davanti ai connazionali Jurgen Vermeersch e Tom Stremersch.

## Ordine d'arrivo (Top 10)
| Pos. | Corridore           | Squadra                             | Tempo    |
| ---- | ------------------- | ----------------------------------- | -------- |
| 1    | Wim Omloop          | Spar-RDM                            | 4h01'00" |
| 2    | Jurgen Vermeersch   | Palmans-Ideal                       | a 8"     |
| 3    | Tom Stremersch      | Vlaanderen 2002-Eddy Merckx         | s.t.     |
| 4    | Wim Feys            | Lotto-Mobistar                      | s.t.     |
| 5    | Hans De Meester     | Gerolsteiner                        | a 15"    |
| 6    | Andy Vidts          | Vlaanderen 2002-Eddy Merckx         | s.t.     |
| 7    | Danny Daelman       | Collstrop-De Federale Verzekeringen | a 28"    |
| 8    | Wilfried Cretskens  | Vlaanderen 2002-Eddy Merckx         | s.t.     |
| 9    | Zbigniew Serafinski |                                     | s.t.     |
| 10   | Kris Matthijs       |                                     | s.t.     |